# Jaclyn Taylor
Jaclyn Taylor (Cherry Hill, Nueva Jersey; 15 de febrero de 1988) es una actriz pornográfica y modelo erótica estadounidense.

## Biografía
Nació en la ciudad de Cherry Hill, situada en el condado de Camden (Nueva Jersey), en febrero de 1988, en una familia de ascendencia italiana, rusa de origen judío asquenazí y rumana. Comenzó trabajando como modelo erótica para el magacín Playboy, revista que la llamó en septiembre de 2013 para realizar sus primeras sesiones como modelo profesional en Los Ángeles. De ahí incluso pasó a ser modelo de plantilla y a participar en fiestas en la Mansión Playboy, donde coincidió con su propietario, Hugh Hefner.
Del modelaje profesional pasó a la industria pornográfica por acción de su agente, que le consiguió una prueba con la productora Brazzers. Rodó su primera escena como actriz con el actor Keiran Lee el 29 de noviembre de 2014, a los 26 años de edad.
Como actriz, ha trabajado para productoras como Naughty America, Desire Films, Elegant Angel, Zero Tolerance, Reality Junkies, Brazzers, Sweetheart Video, 3rd Degree, Twistys, Reality Kings, Evil Angel, Wicked o Digital Playground.
Es pareja del actor pornográfico canadiense Jessy Jones. En 2018 recibió su primera nominación en los Premios AVN, siendo esta en la categoría de Mejor escena de sexo en realidad virtual por la película XXX Surveillance 2.
Ha aparecido en más de 160 películas como actriz.
Algunos trabajos suyos son Busty Nurses 3, Don't Tell Hubby, Exposed POV, Gimme That Pussy, I Like To Play Rough, Kiss 3, Lesbian Adventures - Older Women Younger Girls 9, Massive Boobs 2, MILF Massage 4, My Dad's Hot Wife o Sugarbabies.

## Premios y nominaciones
| Año  | Ceremonia   | Resultado | Premio                                   | Trabajo            |
| ---- | ----------- | --------- | ---------------------------------------- | ------------------ |
| 2018 | Premios AVN | Nominada  | Mejor escena de sexo en realidad virtual | XXX Surveillance 2 |
| 2019 | Premios AVN | Nominada  | Premio fan: Mejores pechos               | —                  |